# خطوط بيدمونت الجوية الرحلة 22
تصادم هينديرسونفيل الجوي 1967 تصادم جوي بين طائرتي بوينغ 727-122 التابعة لشركة خطوط بيدمونت الجوية الرحلة 22 وسيسنا 310 التابعة لشركة شركة لانسياير الرحلة 052 في 19 يوليو 1967 وعلي بعد أقل من 10 كيلومترات من مطار آشفيل الوطني أصطدمت قمرة القيادة وذيل طائرة سيسنا 310 بذيل طائرة الرحلة 22 وألتفت طائرة الرحلة 22 لليسار بعد الأصطدام وهبطت بسرعة 235 كم/س وقال شهود العيان بإن طائرة الرحلة 22 كسرت سرعة الصوت وبإن طائرة سيسنا 310 تفككت لقطع بعد الأصطدام وقد كانت سرعة الطائرة 235 كم/س وسرعة الهواء حول الطائرة 540 كم/س وقد تحطمت الطائرة علي معسكر غابة الصنوبر وهو معسكر بري يبعد أقل من 10 كيلومترات غربي-جنوبي شرق مدينة آشفيل ولكن المعسكرون في ذلك اليوم كانوا يقومون برحلة حول الغابة ولم يمت أحد علي الأرض وقبل التحطم كانت طائرة الرحلة 22 منقلبة رآسا علي عقب وقبل التصادم كانت طائرة الرحلة 22 علي معدل صعودها 14. 9 م/ث بسرعة 235 كم/س.

## طاقم الطائرتين

### طاقم طائرةخطوط بيدمونت الجويةالرحلة 22
- الكابتن رايموند إف. شولتي البالغ من العمر 49 عاما الذي أمضي 8 سنوات مع القوات الجوية الأمريكية وطيارا خبيرا لخطوط بيدمونت الجوية لمدة 20 عاما.
- المساعد أول توماس سي. كونراد البالغ من العمر 30 عاما الذي عمل مساعد طيار لخطوط بيدمونت الجوية لمدة 7 سنوات.
- مهندس الرحلة لورانس سي. ويلسون البالغ من العمر 37 عاما عمل مهندس رحلات لخطوط بيدمونت الجوية لمدة 14 عاما.

### طاقم طائرةشركة لانسيايرالرحلة 052
- الكابتن جون دي. أديسون البالغ من العمر 48 عاما الذي أمضي 8 سنوات مع القوات الجوية الأمريكية وطيارا خبيرا لشركة لانسياير لمدة 17 عاما.
- المساعد أول روبرت إندرسون البالغ من العمر 36 عاما لديه خبرة طيران لمدة سنة واحدة فقط.

‌